# Kaidō
Kaidō (jap. 街道, dt. „Straße“ oder 海道, dt. „Seeweg“, Suffix) bezeichnet in Japan eine Reiseroute aus historischer Zeit.
Die ersten Straßen wurden bereits in der Asuka-Zeit nach dem chinesischen Modell angelegt. Dieses System wurde als Gokishichidō („Fünf Provinzen von Kinai und sieben Straßen“) bezeichnet. Bezugspunkt war die Hauptstadt, zuerst Asuka-kyō (Asuka), dann Heijō-kyō (Nara), dann Heian-kyō (Kyōto). Die Straßen sollten Feldzüge erleichtern, eine effektive Verwaltung ermöglichen und den Handel fördern. Die Fernstraßen dienten gleichzeitig als Namen der äußeren Provinzen.
- Tōkaidō (東海道)
- Tōsandō (東山道)
- Hokurikudō (北陸道)
- San’indō (山陰道)
- San’yōdō (山陽道)
- Nankaidō (南海道)
- Saikaidō (西海道)

In der Edo-Zeit errichtete das Tokugawa-Shōgunat neue Straßen, die sogenannten fünf Straßen (gokaidō). Die fünf Straßen sind im Einzelnen:
- Tōkaidō (東海道): Küstenstraße von Edo nach Kyōto
- Nakasendō (中山道): Gebirgsstraße von Edo nach Kyōto
- Kōshū Kaidō (甲州街道): von Edo nach Kōfu in Kōshū
- Ōshū Kaidō (奥州街道): von Edo nach Shirakawa in Ōshū
- Nikkō Kaidō (日光街道): von Edo nach Nikkō

In der Edo-Zeit gewannen die Straßen an Bedeutung, da das System des sankin kōtai die Daimyō zwang, regelmäßig mit großem Gefolge nach Edo zu reisen. Entlang der Straßen entstanden Herbergen (本陣 honjin) und Burgen, die Keimzellen für Siedlungen und Städte wurden.
Noch heute folgen Eisenbahnlinien und Autobahnen dem Verlauf der Kaidō. Tōkaidō bezeichnet heute die Nationalstraße 1, die Tokio und Ōsaka verbindet. Der Kontrollposten Hakone hatte besondere Bedeutung, da er das Land in die Regionen Kantō und Kansai trennte. Um eine effektive Kontrolle des Reiseverkehrs zu ermöglichen, war es verboten, auf dem Weg von einer Provinz in die nächste die Kontrollposten zu umgehen. Harte Strafen wie Kreuzigung drohten bei Zuwiderhandlung.
Die Kunst der Edo-Zeit thematisiert die Reisen auf den großen Straßen in Bildern und Gedichten. Der vor allem durch seine Haiku bekannte Dichter Matsuo Bashō widmete seiner Reise auf dem Ōshū Kaidō das Buch Oku no Hosomichi.